# Syringoseca rhodoxantha
Espèce
Syringoseca rhodoxantha est une espèce de lépidoptères de la famille des Oecophoridae.

## Répartition
Ce papillon est endémique d'Australie.

## Systématique
Le nom valide complet (avec auteur) de ce taxon est Syringoseca rhodoxantha Meyrick, 1888.